# Jim Davis (họa sĩ truyện tranh)
James Robert Davis (sinh ngày 28 tháng 7 năm 1945) là một nghệ sĩ hoạt hình, nhà biên kịch và nhà sản xuất người Mỹ. Anh ấy được biết đến nhiều nhất với tư cách là tác giả của nhiều truyện tranh như Garfield và U.S. Acres. Được xuất bản từ năm 1978, Garfield là một trong những bộ truyện tranh được cung cấp rộng rãi nhất trên thế giới. Tác phẩm truyện tranh khác của Davis bao gồm Tumbleweeds, Gnorm Gnat và Mr. Potato Head.
Davis đã viết và đồng sáng tác tất cả các chương trình truyền hình đặc biệt của Garfield cho CBS, ban đầu được phát sóng từ năm 1982 đến năm 1991. Ông cũng sản xuất Garfield and Friends, một loạt phim cũng được phát sóng trên CBS từ năm 1988 đến năm 1994. Davis là nhà văn và nhà sản xuất điều hành cho một loạt CGI phim truyện trực tiếp thành video về Garfield, đồng thời là nhà sản xuất điều hành cho loạt phim truyền hình hoạt hình CGI The Garfield Show và Garfield Originals.

## Cuộc đời và sự nghiệp
James Robert Davis sinh ra ở Marion, Indiana, vào ngày 28 tháng 7 năm 1945. Davis lớn lên trong một trang trại bò Black Angus nhỏ ở Fairmount, Indiana. Cha ông là James William "Jim" Davis, mẹ ông là bà Anna Catherine "Betty" Davis (nhũ danh Carter), và anh trai của ông, Dave Davis. Thời thơ ấu của Davis trong một trang trại song song với cuộc đời của chủ sở hữu Garfield, Jon Arbuckle, người cũng được nuôi dưỡng trong một trang trại cùng với cha mẹ và một người anh trai, Doc Boy. Jon là một họa sĩ truyện tranh, người cũng tổ chức sinh nhật vào ngày 28 tháng 7. Davis theo học Đại học Ball State, nơi anh ấy học nghệ thuật và kinh doanh. Trong khi tham dự Ball State, anh ấy đã trở thành thành viên của hội Theta Xi.

Davis đã kết hôn hai lần, lần đầu tiên là Carolyn Altekruse, người bị dị ứng với mèo, mặc dù họ sở hữu một con chó tên là Molly. Họ có một đứa con trai. Vào ngày 16 tháng 7 năm 2000, ông kết hôn với Jill, người đã có hai đứa con từ cuộc hôn nhân trước.

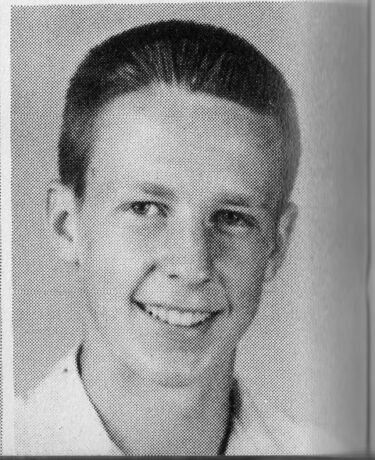
Ảnh kỷ yếu của ông vào năm 1962

Davis gia nhập khoa của Đại học Ball State ở Muncie với tư cách là giáo sư trợ giảng vào mùa thu năm 2006, giảng dạy về các khía cạnh sáng tạo và kinh doanh của ngành truyện tranh.
Davis cư trú tại Albany, Indiana, nơi ông và nhân viên của ông sản xuất Garfield trong công ty Paws, Inc. ra mắt vào năm 1981. Paws, Inc. lúc đó gần 50 nghệ sĩ và tuyển dụng các quản trị viên cấp phép, những người làm việc với các đại lý trên khắp thế giới để quản lý đế chế giải trí, phân phối và cấp phép rộng lớn của Garfield.
Davis là cựu chủ tịch của Fairmount, Indiana chương FFA.
Vào tháng 12 năm 2019, Davis thông báo rằng anh ấy sẽ tổ chức đấu giá hàng tuần cho tất cả các cuốn truyện tranh Garfield được vẽ bằng tay từ năm 1978 đến năm 2011. Như Davis đã giải thích, anh ấy bắt đầu vẽ truyện tranh kỹ thuật số bằng máy tính bảng đồ họa vào năm 2011. Những cuốn truyện tranh cũ hơn vẫn được niêm phong trong môi trường được kiểm soát an toàn, và Davis phải tìm cách làm gì với những cuốn truyện tranh.